# Qaarsut
Qaarsut [ˈqɑːsːut] (nach alter Rechtschreibung K'aersut) ist eine grönländische Siedlung im Distrikt Uummannaq in der Avannaata Kommunia.

## Lage
Qaarsut liegt an der Nordküste der Halbinsel Nuussuaq am Uummannap Kangerlua. Der Ortsname bezieht sich auf das sich hinter dem Ort auftürmende Gebirge mit dem Berg Qilertinnguit. Der nächstgelegene Ort von Qaarsut aus ist der 19 km östlich gelegene Distrikthauptort Uummannaq.

## Geschichte
Qaarsut war schon vor der Kolonialzeit bewohnt. Um 1780 lebten nur zeitweise im Sommer einige Menschen am Ort. Auch um 1850 war Qaarsut nur ein Sommerplatz. Um 1865 wurde ein Däne in Qaarsut angestellt, um Garnfang zu betreiben. Er lebte dort mit seiner grönländischen Familie und später zogen weitere Menschen nach Qaarsut. Es ist nicht bekannt, ob der Ort bereits dabei den Udstedsstatus erhielt. Vermutlich geschah dies Ende der 1870er Jahre.
Qaarsut war ab 1911 eine eigene Gemeinde innerhalb des Kolonialdistrikts Uummannaq, der noch der nahegelegene Wohnplatz Qaarsuarsuk angehörte. Durch den Kohleabbau in Qaarsuarsuk war die wirtschaftliche Lage der Gemeinde außerordentlich gut. Dem Gemeinderat gehörten drei Mitglieder an und die Gemeinde war Teil des 8. Landesratswahlkreises Nordgrönlands.
1915 hatte Qaarsut 67 Einwohner. Im Ort befanden sich zwölf grönländische Wohnhäuser, ein bereits verfallenes Wohnhaus für den Udstedsverwalter mit zwei Zimmern und Küche, ein Proviantlager mit Laden im Dachgeschoss von 1903, ein Pulverhaus von 1905 und zwei grönländisch gebaute Speckhäuser von 1877. Die Schulkapelle war von 1911 und ein 53 m² großes Grönländerhaus. In Qaarsut arbeiteten sechzehn Jäger, ein Fischer, der Udstedsverwalter, ein Katechet und eine Hebamme.
1922 wurde eine neue Udstedsverwalterwohnung gebaut und 1924 erhielt der Ort ein Packhaus. 1930 hatte Qaarsut 86 Einwohner. 1946 wurde eine neue Schulkapelle errichtet. 1950 lebten schon 137 Menschen im Ort. 1960 stieg die Zahl auf 211 und 1970 hatte Qaarsut 257 Einwohner. Von da an ging die Einwohnerzahl wieder zurück. 1951 wurde ein Fischtrocknungshaus gebaut. 1961 wurde eine Werkstatt errichtet und der Laden von 1903 ausgebaut. 1964 wurde eine Wohnung für die Hebamme gebaut und 1965 wurde eine neue Schule errichtet. Aus dem Jahr 1968 stammt die Telestation.
21 km südöstlich von Qaarsut fand man an der lange verlassenen Inuitsiedlung Qilakitsoq 1972 acht Mumien, die heute im Grönländischen Nationalmuseum in Nuuk ausgestellt sind.
1950 wurde Qaarsut in die Gemeinde Uummannaq eingegliedert. 2009 wurde Qaarsut Teil der Qaasuitsup Kommunia. Seit 2018 gehört der Ort der Avannaata Kommunia an.
Nach dem Bergrutsch und Tsunami im Karrat-Fjord 2017, bei dem Nuugaatsiaq und Illorsuit zerstört und aufgegeben wurden, ergab eine Risikountersuchung im Mai 2021, dass auch Niaqornat und große Teile von Qaarsut drohen, von einem rund 23 m hohen Tsunami getroffen zu werden. Die Regierung bat den Bewohnern daraufhin Unterstützung für einen Umzug an.

## Wirtschaft
Die wirtschaftliche Struktur in Qaarsut ist geprägt von Jagd, Fischfang und dem Betrieb des Flughafens. Es werden vor allem Heilbutt gefangen, Rogen verarbeitet und Robben gejagt. Durch den Flughafen wird Qaarsut auch von Touristen besucht, die vor allem nach Uummannaq weiterreisen oder Qilakitsoq besichtigen wollen.

## Infrastruktur und Versorgung

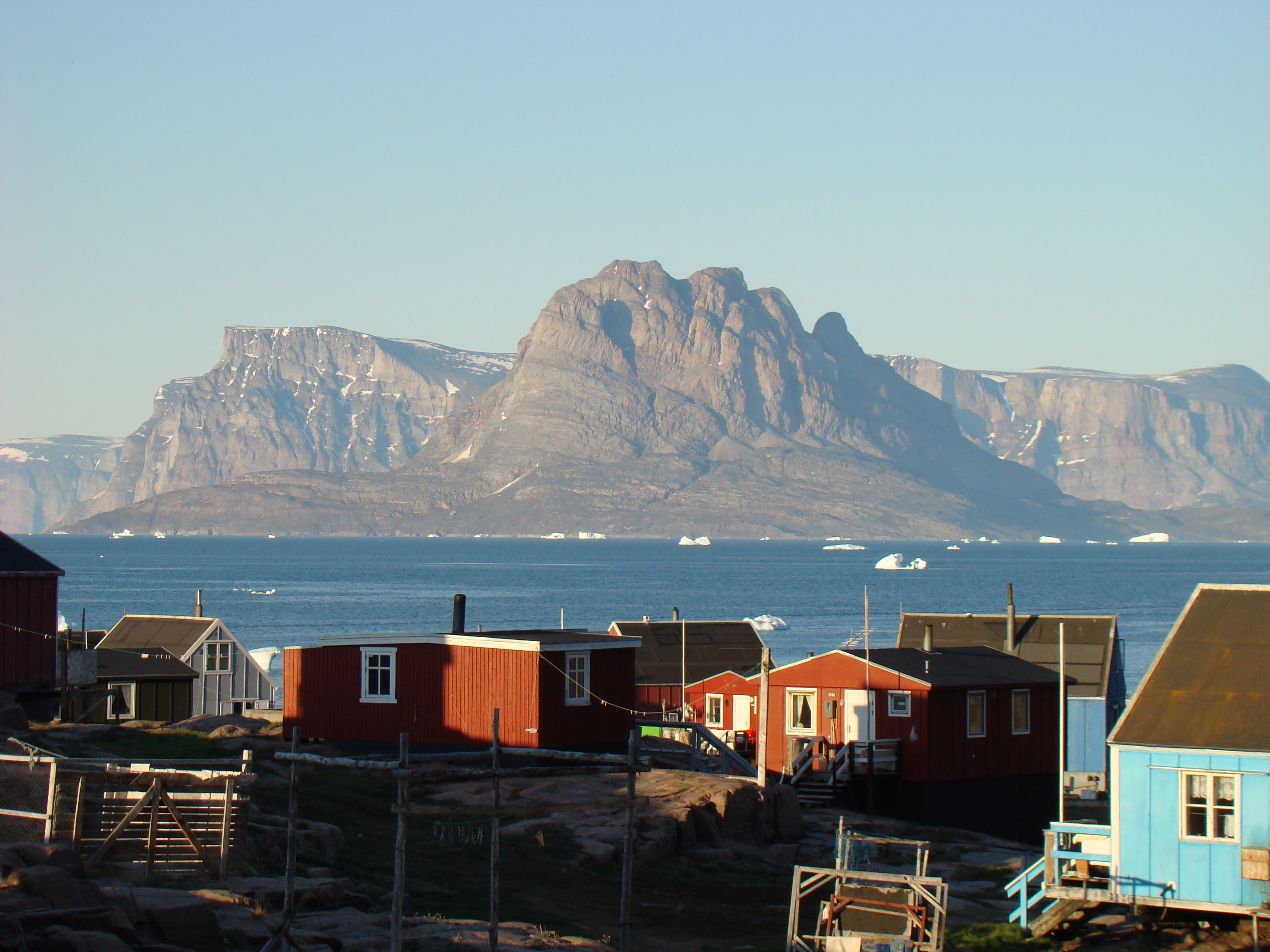
Qaarsut mit Blick auf Uummannaq

Qaarsut hat keine festen Hafenanlagen, allerdings kann nördlich des Flughafens ein Hafen errichtet werden. Der Flughafen Qaarsut, der von den Flughäfen Ilulissat und Upernavik angeflogen wird, liegt östlich des Orts. Es ist eher untypisch, dass ein grönländisches Dorf einen Flughafen hat. Da auf der Insel Uummannaq jedoch kein Platz zur Errichtung des Stadtflughafens war, wurde dieser 1999 in Qaarsut errichtet, von wo aus eine Helikopterverbindung zum Heliport Uummannaq besteht. Im Sommer erfolgt der Verkehr mit der nahen Umgebung mit Booten und im Winter mit Schneemobilen und Hundeschlitten über den zugefrorenen Fjord.
Nukissiorfiit versorgt den Ort über ein Dieselkraftwerk mit Strom und mittels Oberflächenwasser mit Frischwasser, während die Wärmeversorgung durch Ölöfen gewährleistet wird. Das Abwasser wird ins Meer geleitet und Müll auf der westlich liegenden Deponie gelagert. TELE Greenland ist für die telekommunikative Versorgung zuständig.

## Bebauung

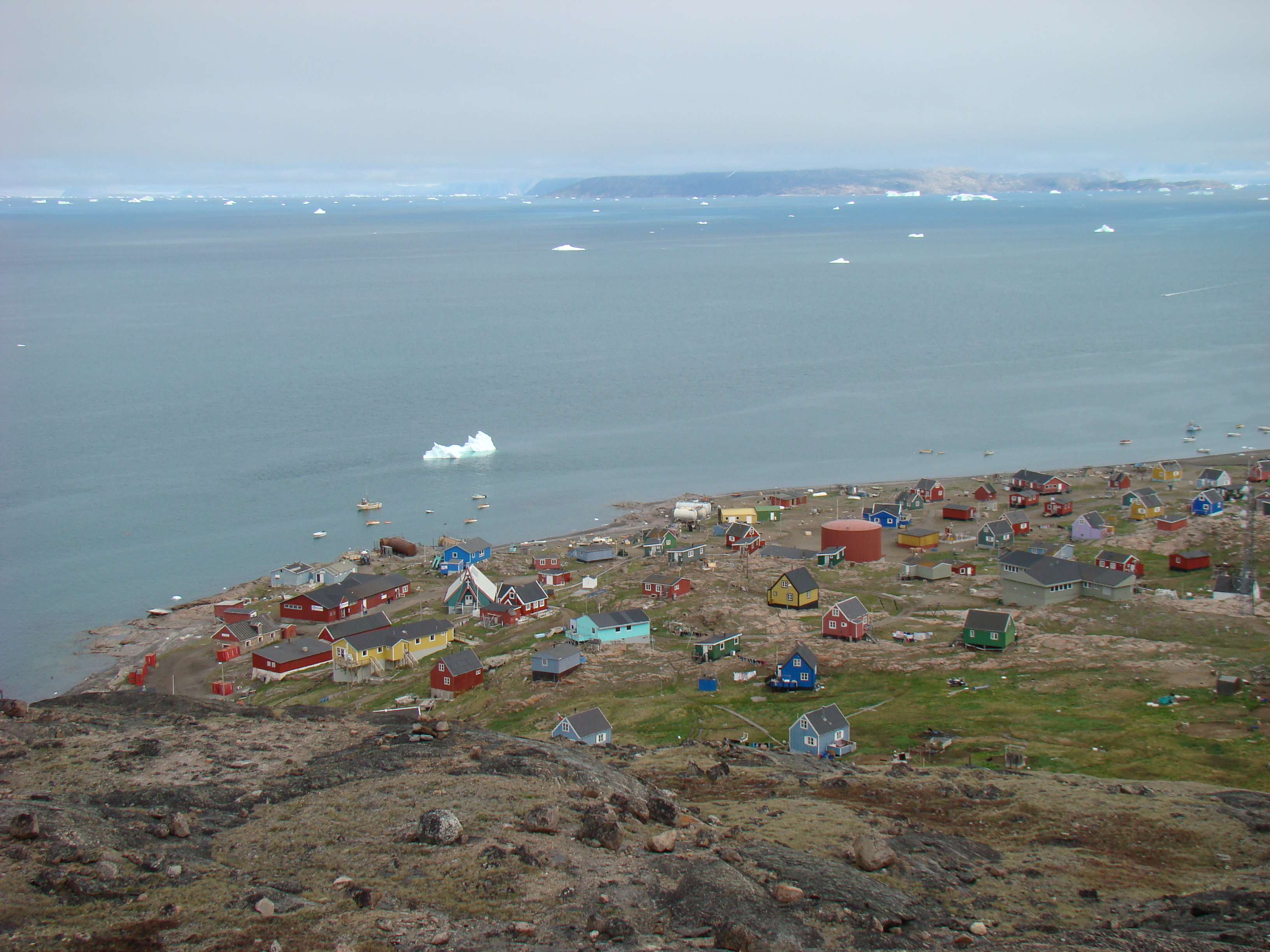
Qaarsut (2011)

Knapp 30 Schüler werden in der Schulkapelle Atuarfik Kaali von der 1. bis zur 9. Klasse unterrichtet. Eine Pilersuisoq-Filiale verkauft Waren an die Dorfbewohner. Die medizinische Versorgung gewährleistet eine Krankenstation. Im Ort gibt es zudem eine Gemeinschaftswerkstatt, ein Versammlungsgebäude und ein Servicegebäude sowie einen Fußballplatz. Vier Gebäude aus den 1920er und 1930er Jahren sind als erhaltenswürdig eingestuft.

## Sport
Aus Qaarsut stammt der 1955 gegründete Fußballverein Ukaleq-55 Qaarsut, der seit den 1990er Jahren mehrfach als Teilnehmer der Grönländischen Fußballmeisterschaft bezeugt ist.

## Söhne und Töchter
- Enok Zeeb (1882–1925), Landesrat
- Pavia Nielsen (* 1936), Politiker (Siumut)
- Karl Tobiassen (* 1964), Politiker (Siumut)

## Bevölkerungsentwicklung
Die Einwohnerzahl von Qaarsut schwankte lange um etwa 220 Einwohner, bevor die Einwohnerzahl um die Jahrtausendwende stark zu sinken begann.